# Gróttasöngr

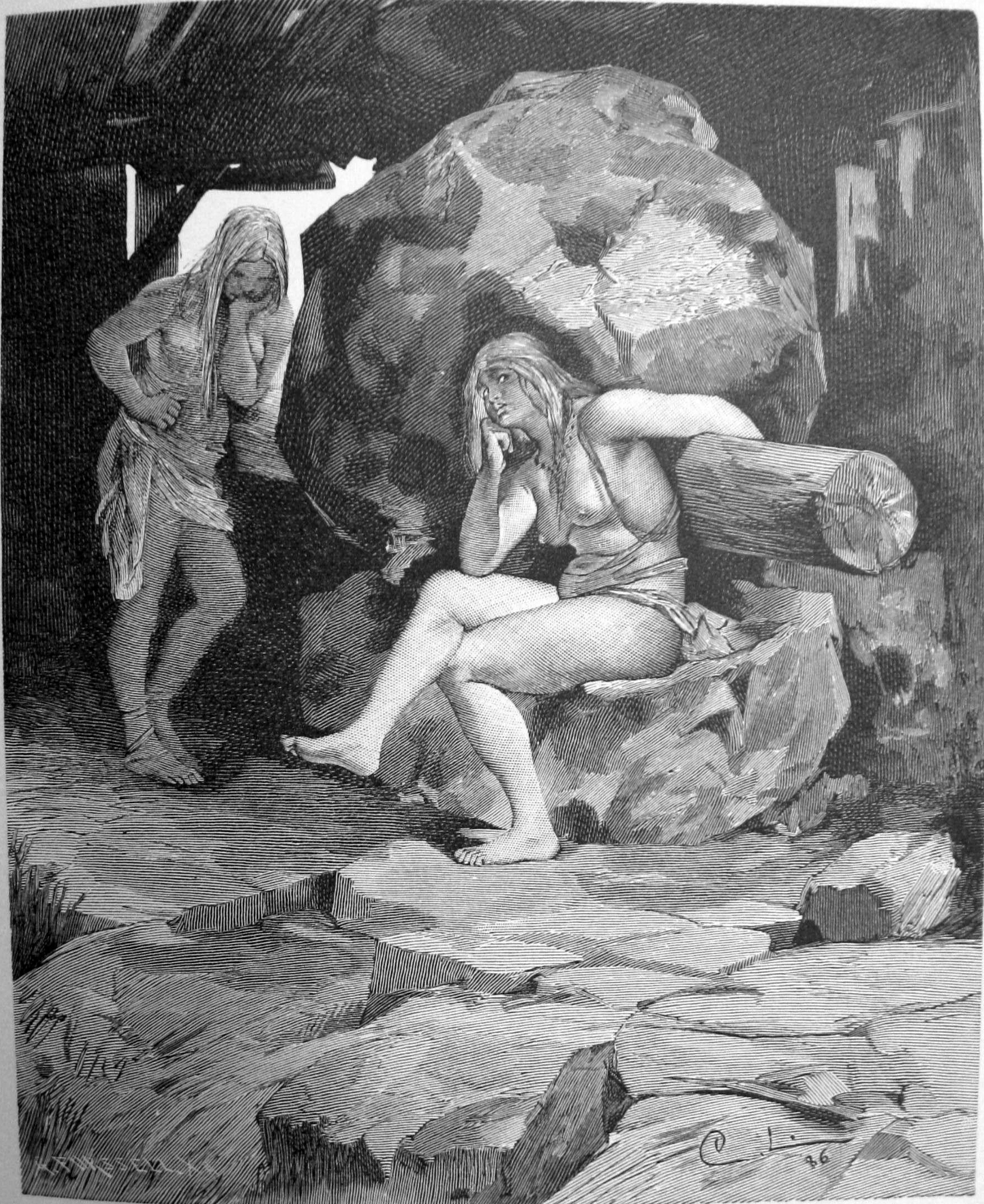
Fenja und Menja (Gróttasöngr). Buchillustration aus Fredrik Sanders 1893 schwedischer Ausgabe der Lieder-Edda

Der Gróttasöngr (auch Grottasöngr; altisländisch: Grottis Gesang) ist eine altnordische Dichtung. Der Text ist in einer der Handschriften von Snorri Sturlusons Snorra-Edda überliefert und wird zu den Gedichten der Lieder-Edda gerechnet. Er besteht aus einer Prosa-Einleitung, die die Vorgeschichte berichtet, sowie dem Gedicht aus zweiundzwanzig Strophen unterschiedlicher Länge.
Der Stoff hat unabhängig davon auch als skandinavisches Märchen überlebt, das Peter Christen Asbjørnsen (1812–1885) und Jørgen Moe (1813–1882) in ihrer Sammlung „Norske Folkeeventyr“ unter dem Titel „Wieso die See salzig ist“ aufgenommen haben. Eine moderne Rezeption des Stoffes war „Den nya Grottesången“ des schwedischen Schriftstellers Viktor Rydberg (1828–1895), ein  antikapitalistisches Gedicht, das zu Beginn des 20. Jahrhunderts große Beachtung in Schweden fand.

## Inhalt
In der Einleitung stellt Snorri die Ahnen des dänischen Sagenkönigs Fróði aus dem Geschlecht der Skioldinger vor, beginnend mit Skjöldr, dem Namensgeber der Dynastie. Skjöldrs Sohn und Nachfolger als Dänischer König war Friðleifr, dessen Sohn und Nachfolger Fróði war. Dieses geschah zu der Zeit, als Augustus römischer Kaiser war und auf der Erde der Augusteische Friede herrschte, der in Skandinavien Fróðis Friede genannt wurde. Der Norden war zu der Zeit so friedlich, dass niemand einen Anderen verletzte, selbst dann nicht, wenn er den Mörder seines Vaters oder Bruders traf, egal ob dieser frei oder gefangen war. Es gab keine Räuber, und ein Goldring konnte auf dem Moor bei Jelling liegen, ohne gestohlen zu werden.
König Fróði besuchte Schweden und dessen König Fjölnir. Von Fjölnir kaufte er zwei Sklavinnen aus dem Riesengeschlecht namens Fenja und Menja. In Dänemark befanden sich zwei Mühlsteine, die so schwer waren, dass sie kein Mensch benutzen konnte. Fróði hatte diese Mühle namens „Grótti“ von einem Mann mit Namen Hengikjopt geschenkt bekommen. Das besondere an Grótti war, dass diese Mühle mahlen konnte, was immer der Bedienende sich wünschte.
Fróði zwang Fenja und Menja, für ihn auf dem Grótti Gold, Frieden und Wohlstand zu mahlen. Dabei erlaubte er ihnen nicht länger zu ruhen als für die Zeit seines Liedes oder des Rufs eines Kuckucks. Während Fróði schlief, rächten die Riesinnen sich, indem sie die Mühle drehten und dabei das eigentliche Gróttasöngr sangen. Fenja und Menja mahlten ein feindliches Heer unter dem Anführer Mysing herbei, das Fróðis Reich überfiel. König Fróði und viele seiner Männer fielen, dann segelten die Angreifer mit reicher Beute und den beiden Riesinnen davon. Dieses war das Ende von Fróðis Friede.
Mysing nahm den Grótti ebenfalls mit sich und befahl den Riesinnen, für ihn Salz zu mahlen. Als die Riesinnen gegen Mitternacht fragten, ob er nicht genug Salz habe, verlangte er von ihnen, weiter zu mahlen. Die Schiffe Mysings sanken, überladen vom Salz, das die Riesinnen herbeimahlten. An der Stelle des Untergangs bildete sich ein Strudel, wo das Wasser durch das Auge der sich drehenden Mühlsteine fällt, auf denen Fenja und Menja weiter Salz mahlen. Dieses sei der Grund, wieso Meerwasser salzig sei.

## Geographisches
Im Pentland Firth befindet sich zwischen den Inseln Stroma und Swona der Wirbelstrom „Swelki“, dessen Name vom Altnordischen Wort svelgr (See-Mühle) abgeleitet ist und den eine regionale Sage mit dem Grótti verknüpft. Auch die Bezeichnung Maelstrom des Moskenstraumen in der Inselgruppe der Lofoten transportiert die Vorstellung vom sich drehenden Mühlstein.